# Trottoir

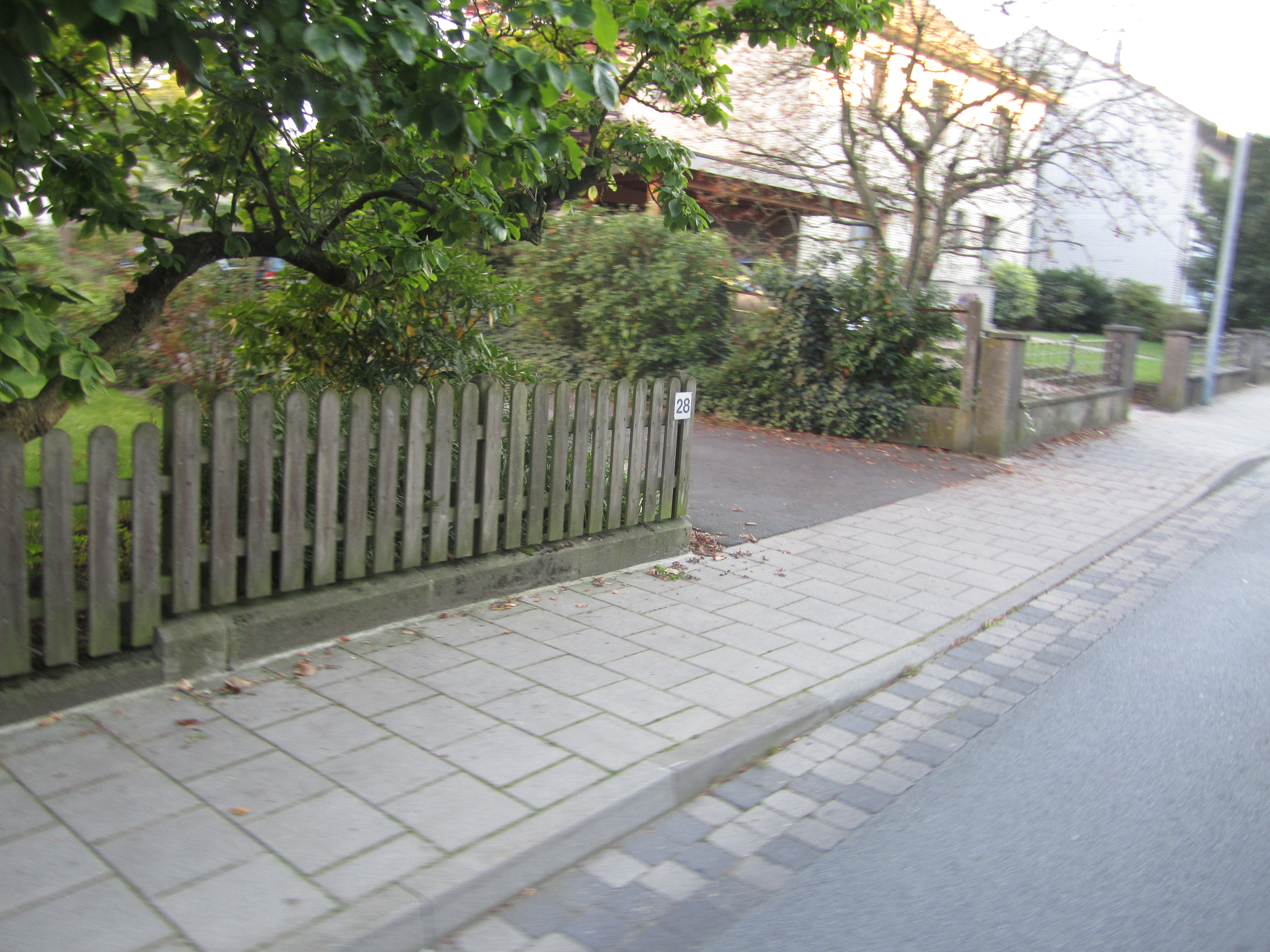
Een trottoir langs een weg

Een trottoir, stoep of voetpad is een deel van de verkeersinfrastructuur, voornamelijk binnen de bebouwde kom, met voetgangersverkeer dat zich afgescheiden en daardoor veilig wil voortbewegen ten opzichte van het gemotoriseerde en fietsverkeer.
De scheiding tussen het trottoir en de verkeersweg kan fysiek uitgevoerd worden door het trottoir enigszins verhoogd aan te leggen en door gebruik te maken van stoeptegels of straatstenen. De scheiding kan gemarkeerd worden met een stoeprand, ook bekend als trottoirband. De hoogte hiervan is beperkt opdat die geen belemmering vormt voor fietspedalen. In of naast een trottoirband vindt men vaak een straatkolk voor regenwaterafvoer.

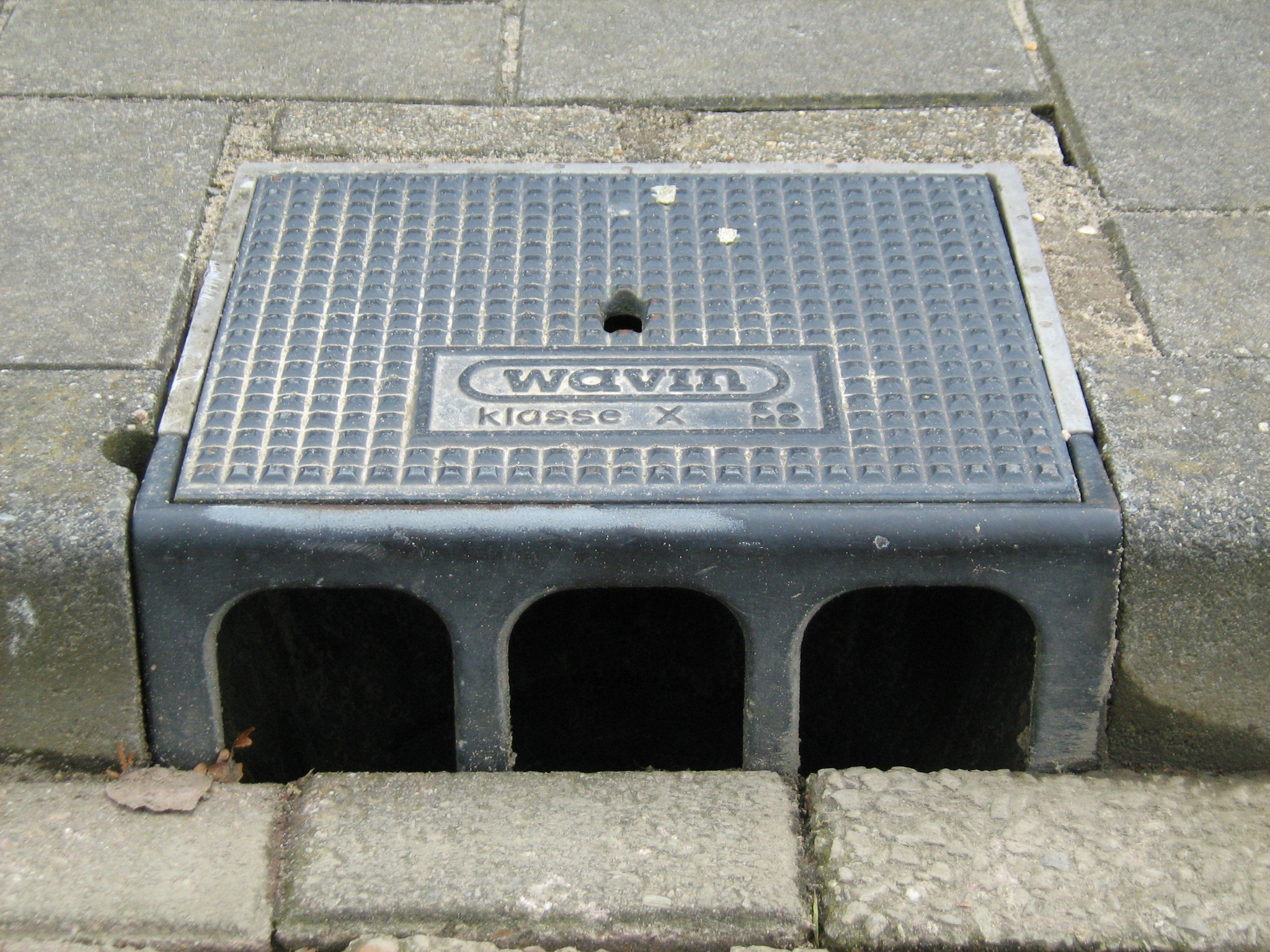
Trottoirkolk in de trottoirband

Buiten de bebouwde kom spreekt men meestal van een voetpad. In het Nederlandse Reglement verkeersregels en verkeerstekens 1990 (RVV 1990) wordt geen onderscheid gemaakt tussen voetpad of trottoir anders dan dat de bestemde verkeersborden alleen voetpad noemen voor het gebruik.
Wanneer binnen de bebouwde kom een trottoir breed genoeg is, en zolang er maar ruimte genoeg overblijft voor rolstoelen of kinderwagens, dan gebruiken bewoners van de daaraanliggende woningen de ruimte vlak langs de woning vaak voor een bankje of bloembakken. Deze smalle strook wordt wel de "Delftse stoep" genoemd.

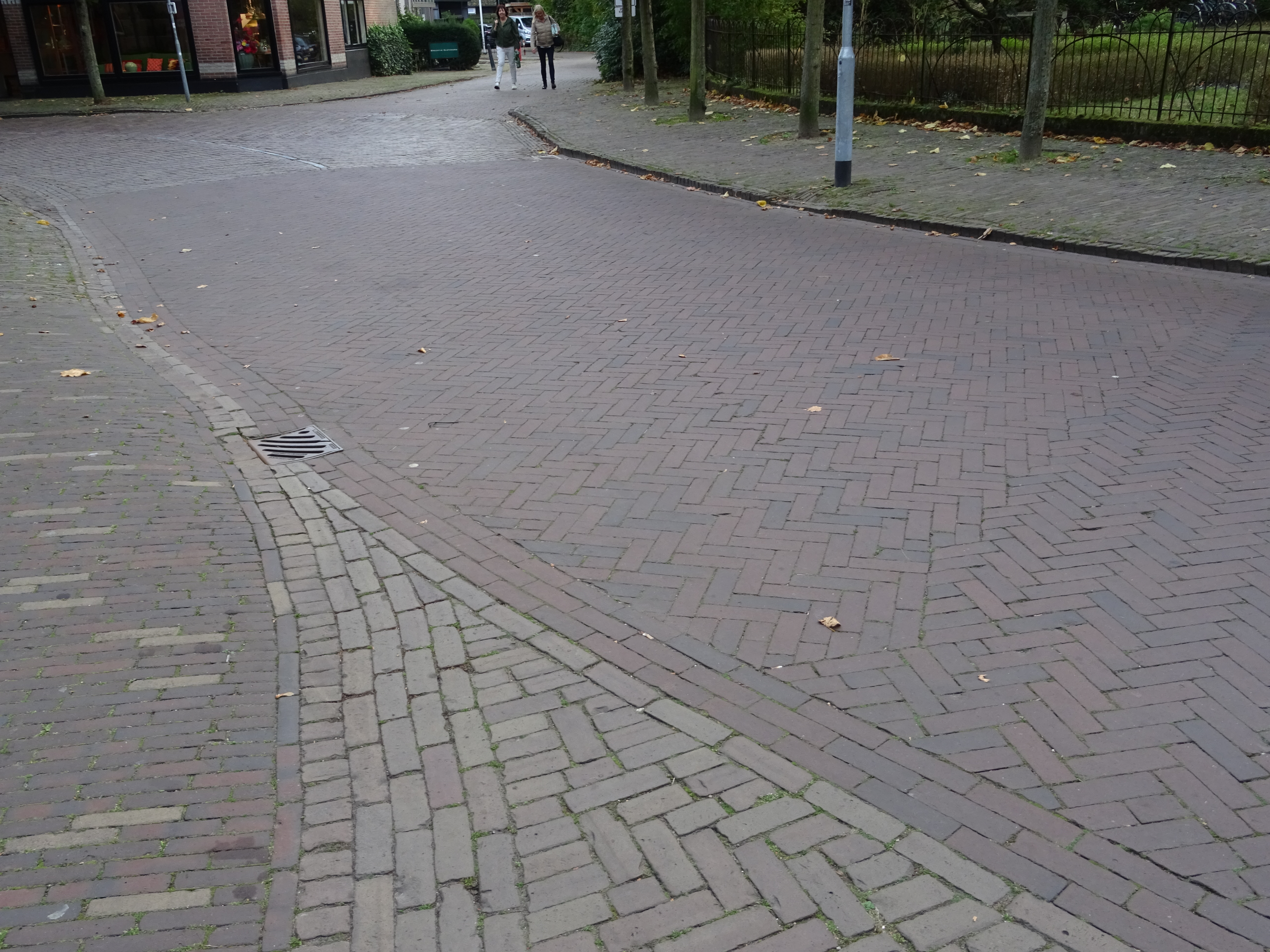
weg met stoep, zoals in heel Nederland de wegen en stoepen er vóór 1950 eruitzagen

## Etymologie
Het woord trottoir is ontleend aan het Frans, het is afgeleid van trotter, dat in Oud-Frans draven of lopen betekent.

## Afbeeldingen

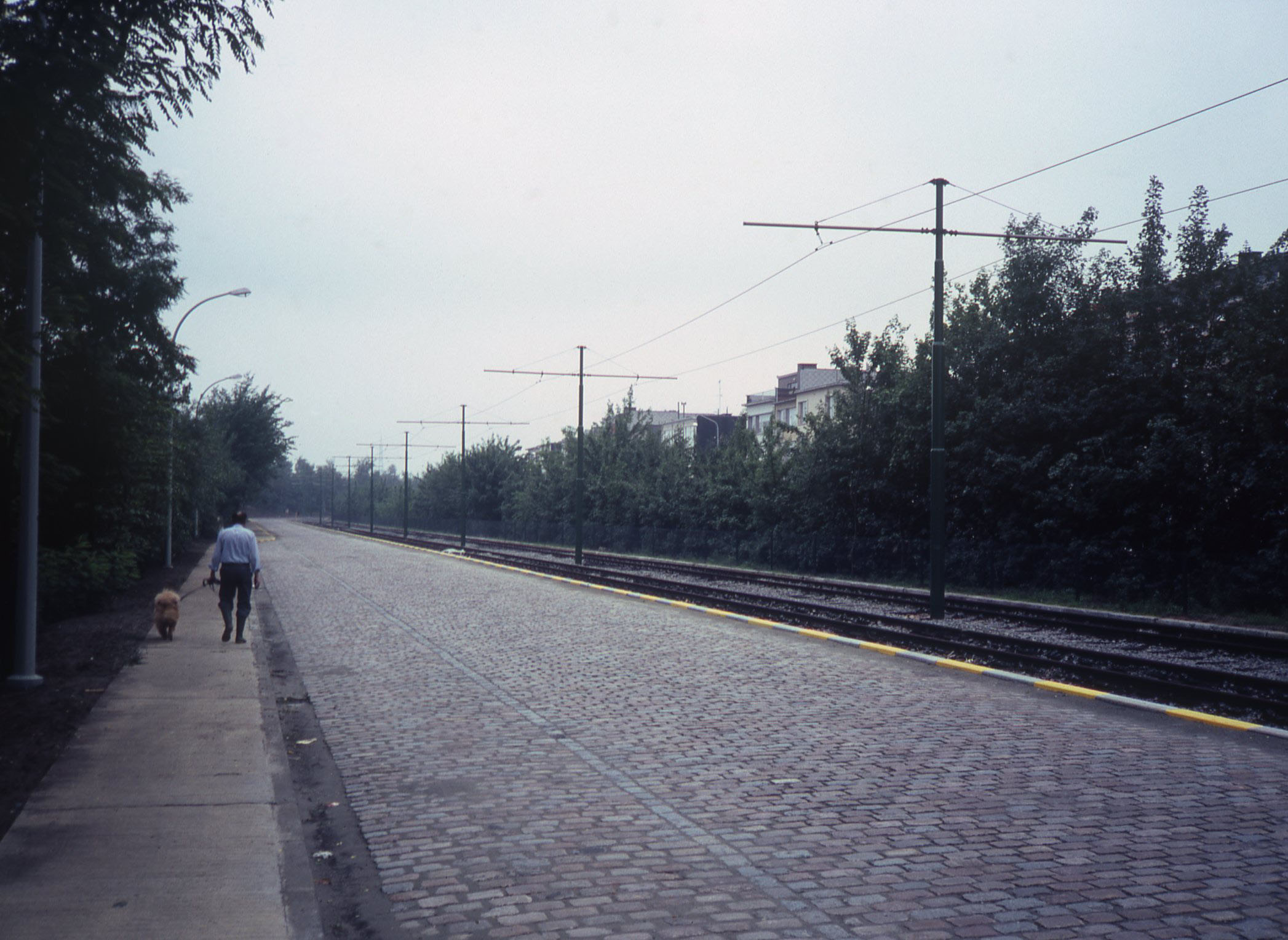
Trottoir in België
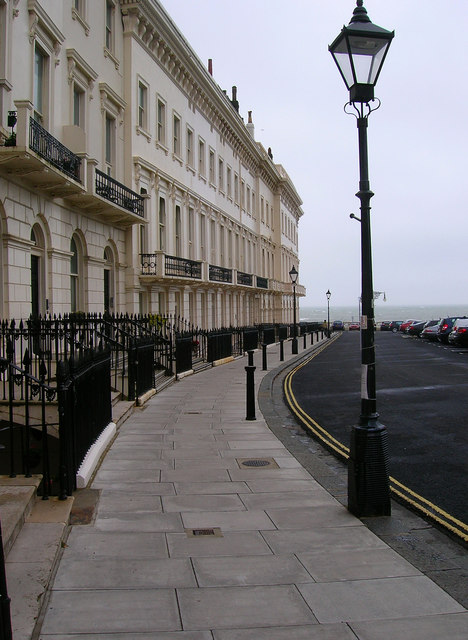
Trottoir in Engeland
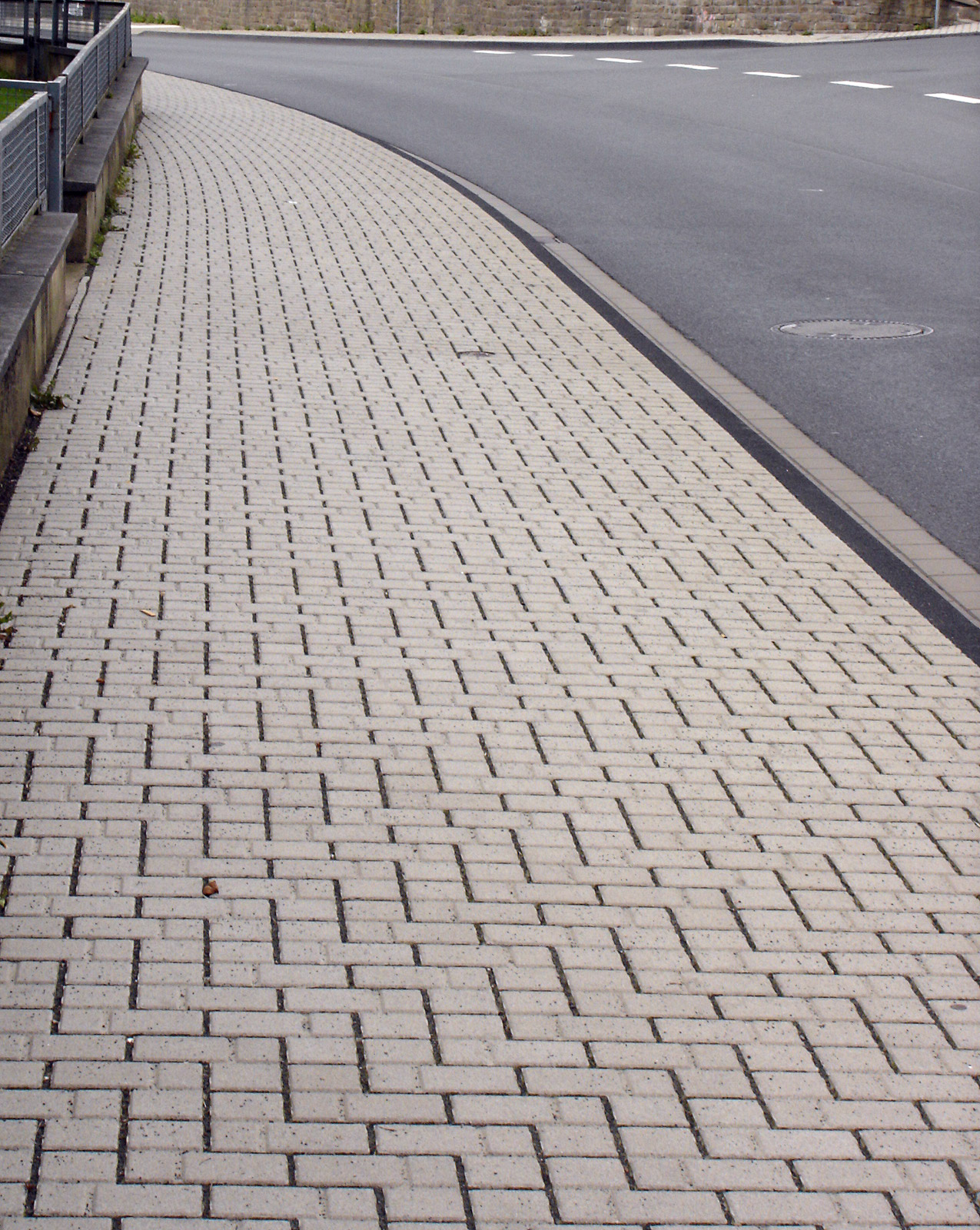
Trottoir in Duitsland
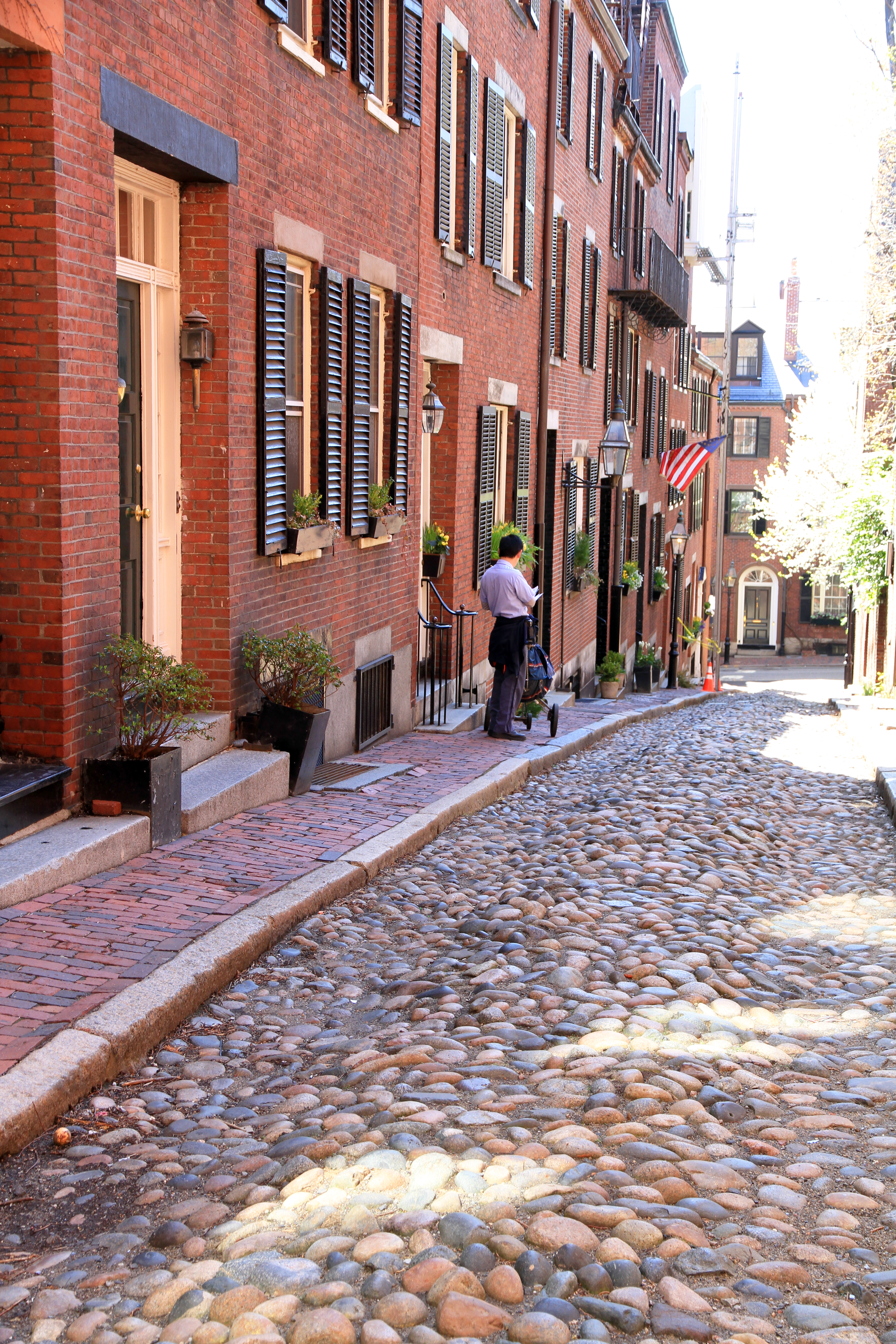
Trottoir in Boston